# Bobby Au-Yeung
Bobby Au-Yeung (28 juli 1960) (jiaxiang: Guangdong, Xinhui 廣東新會) is een Hongkongse TVB acteur. Zijn eigenlijke naam is Au-Yeung Yiu-Tsuen 欧阳耀泉. De kleindochter van Fu Lo-Yung 傅老榕, Fu Kit-Lan 傅潔嫻, is Bobby's echtgenote. Bobby ziet een beetje dik uit en scheert de laatste tien jaar altijd zijn hoofd, waardoor hij een van de weinige kale TVB-acteurs is.

## Filmografie
- The Fallen Family (1985)
- The Grand Canal (1989)
- The Breaking Point (1991)
- Hard Boiled (1992)
- Money and Fame (1992)
- The File of Justice I (1992)
- The File of Justice II (1993)
- The File of Justice III (1994)
- The File of Justice IV (1995)
- Money Just Can't Buy (1995)
- The File of Justice V (1997)
- Armed Reaction (1997)
- A Recipe for the Heart (1997)
- Taming of the Princess (1997)
- Happy Ever After (1999)
- A Witness to a Prosecution (1999)
- Armed Reaction II (1999)
- Anti-Crime Squad (1999)
- The Legendary Four Aces (2000)
- Web of Love (2000)
- Screen Play (2001)
- Armed Reaction III(2001)
- A Witness to a Prosecution II (2002)
- Take My Word for It (2002)
- Armed Reaction IV (2003)
- Hidden Treasures (2004)
- Shine on You (2004)
- A Pillow Case of Mystery (2006)
- Forensic Heroes (2006)
- Dicey Business (2006)
- Fathers and Sons (2007)
- Marriage of Inconvenience (2007)
- D.I.E. (gastrol) (2008)
- Forensic Heroes II (2008)
- Your Class or Mine (2008)
- A Pillow Case of Mystery II (2010)